# Asian underground
L'asian underground est un terme associé à divers musiciens britanniques ou canadiens d'origine asiatique (principalement indiens, pakistanais, bangladais et sri-lankais) qui mélangent des éléments de la musique de danse underground occidentale et de la musique asiatique traditionnelle de leurs pays d'origine en Asie du Sud. Leur musique plonge ses racines dans la diaspora sud-asiatique et de nombreux représentants du genre sont issus de la première ou deuxième génération d'immigrants. La première mention connue est la compilation Anokha - Soundz of the Asian Underground publiée en 1997 et conçue par Talvin Singh et Sweety Kapoor. Il ne s'agit pas d'un genre musical en soi, car les sonorités peuvent varier énormément (de la Britpop influencée par Bollywood pratiquée par Cornershop à la jungle influencée par le bhangra de Panjabi MC).

## Histoire
Dans les années 1980, la musique folklorique indienne évolue vers le genre musical bhangra, dont la popularité explosera dans les années 1990 et 2000. Dans les années 1990, l'asian underground est considéré comme branché et est devenu un genre dominant avec la présence récurrente dans les charts britanniques d'artistes tels qu'Apache Indian (Boom Shack-A-Lak (1993) au générique de nombreux films populaires) et Cornershop (en tête des charts avec Brimful of Asha en 1998). Avec d'autres formes de musique sud-asiatique, l'asian underground commence à influencer le courant dominant de la pop européenne avec des artistes comme Björk, Erasure et Siouxsie and the Banshees qui ont tous publié des singles ou des remix comportant des instrumentations sud-asiatiques. Talvin Singh, connu pour sa fusion innovante de la musique classique indienne avec la drum and bass, remporte ensuite un Mercury Music Prize pour son album OK en 1999.
Dans un premier temps, l'Asian underground n'a que peu d'influence sur la musique populaire indienne, où elle était considérée comme musique du monde. La situation évolue après le succès international de Panjabi MC et son hit Mundian To Bach Ke (en), puis avec le Rishi Rich Project (en), un des premiers groupes qui fusionnent la musique bhangra avec le RnB contemporain, et dont la musique s'est trouvée au générique de plusieurs films indiens.
L'asian underground a également influencé le hip-hop américain traditionnel, le RnB et la musique urbaine dans les années 2000, notamment des artistes tels que Timbaland, Truth Hurts, Jay-Z, Snoop Dogg, Missy Elliott et Britney Spears. Selon DJ Green Lantern, « les rythmes indiens sont désormais devenus un incontournable de la scène RnB ». La musique produite par l'Asian Dub Foundation figure également sur les bandes sonores de jeux vidéo populaires tels que Need for Speed: Underground. Plusieurs anciens artistes asian underground tels que MIA et Jay Sean ont connu un succès grand public dans l'industrie musicale nord-américaine, où ils ont produit des chansons grand public telles que Paper Planes et Down qui sont très bien classées au Billboard Hot 100.

## Instruments de base
L'asian underground utilise de nombreux instruments traditionnels et d'autres relativement nouveaux. Les principaux sont le sitar et le tabla, et presque tous les artistes utilisent une batterie électronique ou acoustique et/ou un synthétiseur. Certains groupes comme Tabla Beat Science utilisent une basse électrique. Divers autres instruments, dont le dholak, le sarangi et le bansuri, sont également parfois utilisés. La voix est aussi utilisée comme instrument d'expression émotionnelle sur de nombreux enregistrements du genre.

## Artistes et labels notables
Les artistes comprennent notamment : Apache Indian (en), Asian Dub Foundation, Bat for Lashes, Karsh Kale, Nitin Sawhney, Talvin Singh, Transglobal Underground, et Trilok Gurtu. Les labels comprennent notamment Axiom Records (en).